# Fouga (Burkina Faso)
Pour les articles homonymes, voir Fouga.
Fouga est une commune rurale située dans le département de Liptougou de la province de la Gnagna dans la région de l'Est au Burkina Faso.

## Géographie
Fouga est située à 8 km au Nord de Liptougou sur la route départementale 18.

## Santé et éducation
Le centre de soins le plus proche de Fouga est le centre de santé et de promotion sociale (CSPS) de Liptougou.